# Boule-d’Amont
Boule-d’Amont (auf Katalanisch Bula d’Amunt) ist eine französische Gemeinde mit 64 Einwohnern (Stand 1. Januar 2022) im Département Pyrénées-Orientales in der Region Okzitanien. Sie gehört zum Gemeindeverband Roussillon-Conflent.

## Geographie
Boule-d’Amont liegt etwa 30 Kilometer südwestlich von Perpignan und 20 Kilometer nördlich der Grenze zu Spanien in den Aspres. Der Boulès fließt durch das Gemeindegebiet. Zur Gemeinde gehören mehrere Mas, zum Beispiel das Mas de l’Aiguader und das Mas d’Arçós.

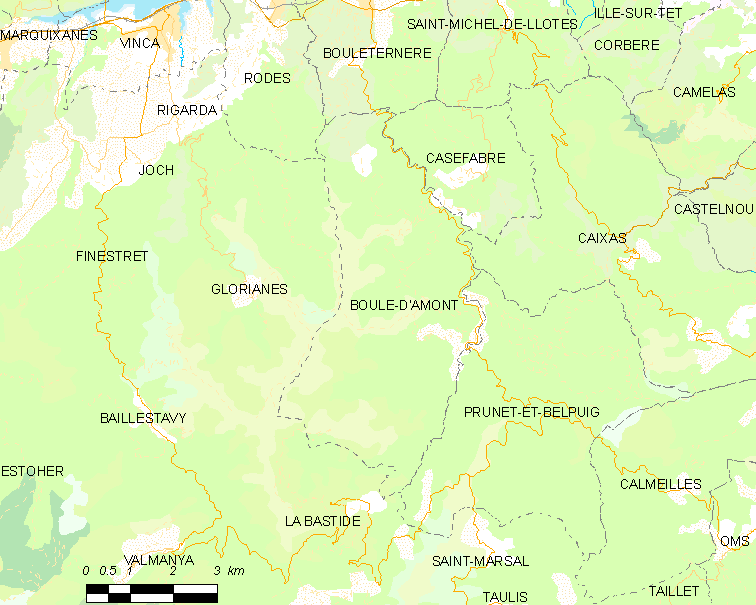
Karte von Boule-d'Amont

## Geschichte
Das Kloster Serrabonne gehörte im 11. Jahrhundert den Augustiner-Chorherren, die die Klosterkirche 1151 vergrößern ließen. Im Jahre 1592 übergab Philipp II. von Spanien das Kloster dem Domkapitel von Solsona. Im Zuge des Pyrenäenfriedens wurde das inzwischen verfallene Kloster 1659 an Frankreich zurückgegeben. 1822 wurde der Weiler Serrabona eingemeindet. Restaurierungsarbeiten am Kloster begannen erst 1947.

## Sehenswürdigkeiten
Etwa 3 Kilometer nördlich des Ortskerns steht die romanische Klosterkirche Serrabone aus dem 11. Jahrhundert, die als Monument historique (‚historisches Denkmal‘) klassifiziert ist und außerdem zu den Sites inscrits (‚eingetragene Orte‘) gehört.
Im Ortskern steht die Pfarrkirche Saint-Saturnin, die ebenfalls aus dem 11. Jahrhundert stammt, sie wurde 1972 in das Zusatzverzeichnis der Monuments historiques eingetragen. Die Riegel am Eingangsportal stammen aus dem 13. Jahrhundert. In der Kirche befinden sich mehrere als Monument historique eingestufte Objekte, zum Beispiel ein Altarretabel und vier Statuen aus dem 18. Jahrhundert.

## Wirtschaft
Haupterwerbszweige in Boule-d’Amont sind Weinbau und Obstbau. Lokale Produkte sind Pilze, Oliven und Baumheide zur Herstellung von Pfeifen.